# Thomas Stewart Traill

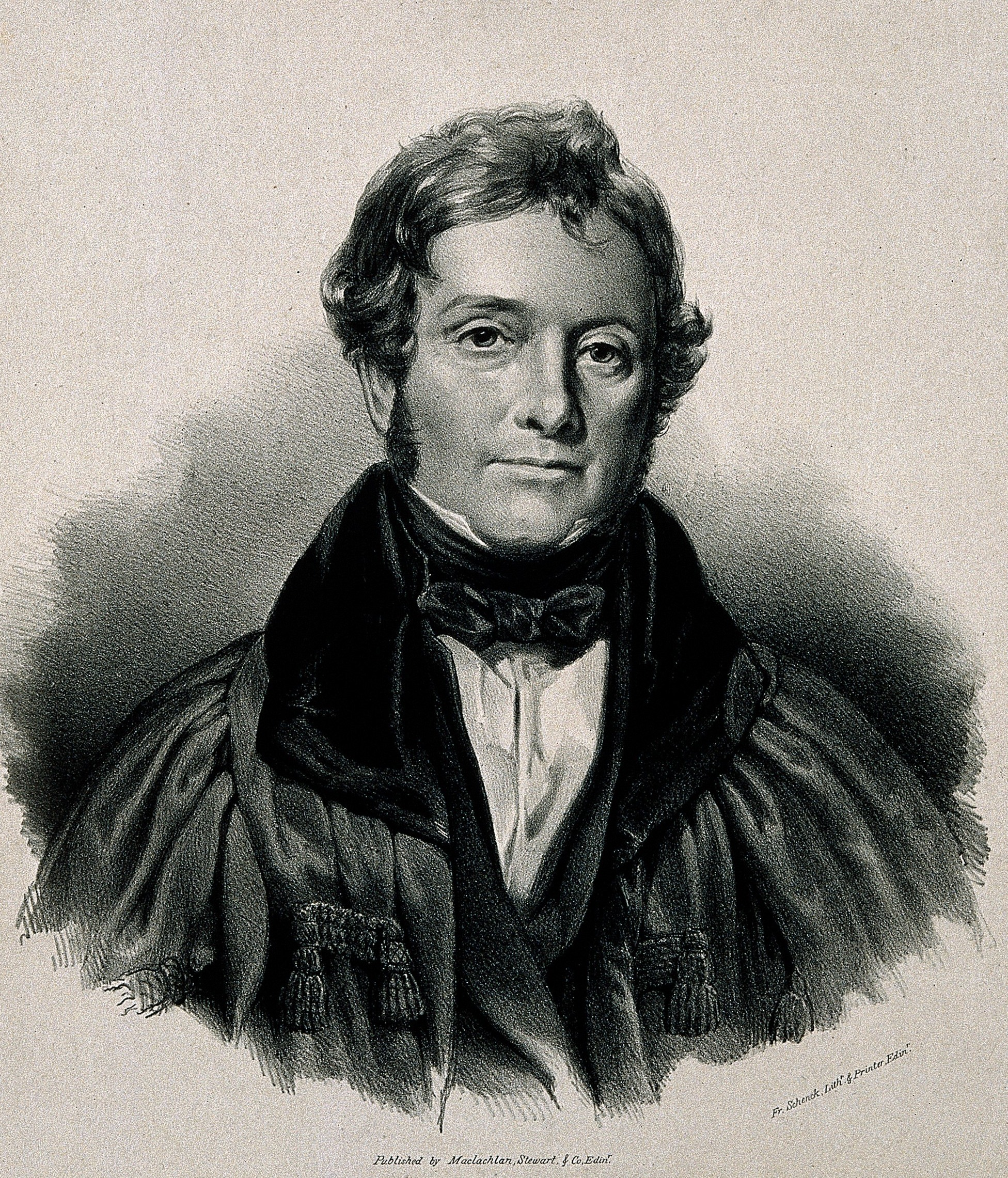
Thomas Stewart Traill

Thomas Stewart Traill (Kirkwall, Ilhas Orkney, 29 de outubro de 1781 — 30 de julho de 1862) foi um médico, químico, mineralogista, meteorologista, zoólogo e professor de jurisprudência médica na Universidade de Edimburgo e editor-chefe da oitava edição da Encyclopædia Britannica, de 1852 a 1861.